# George Hamilton, 1. Earl of Orkney

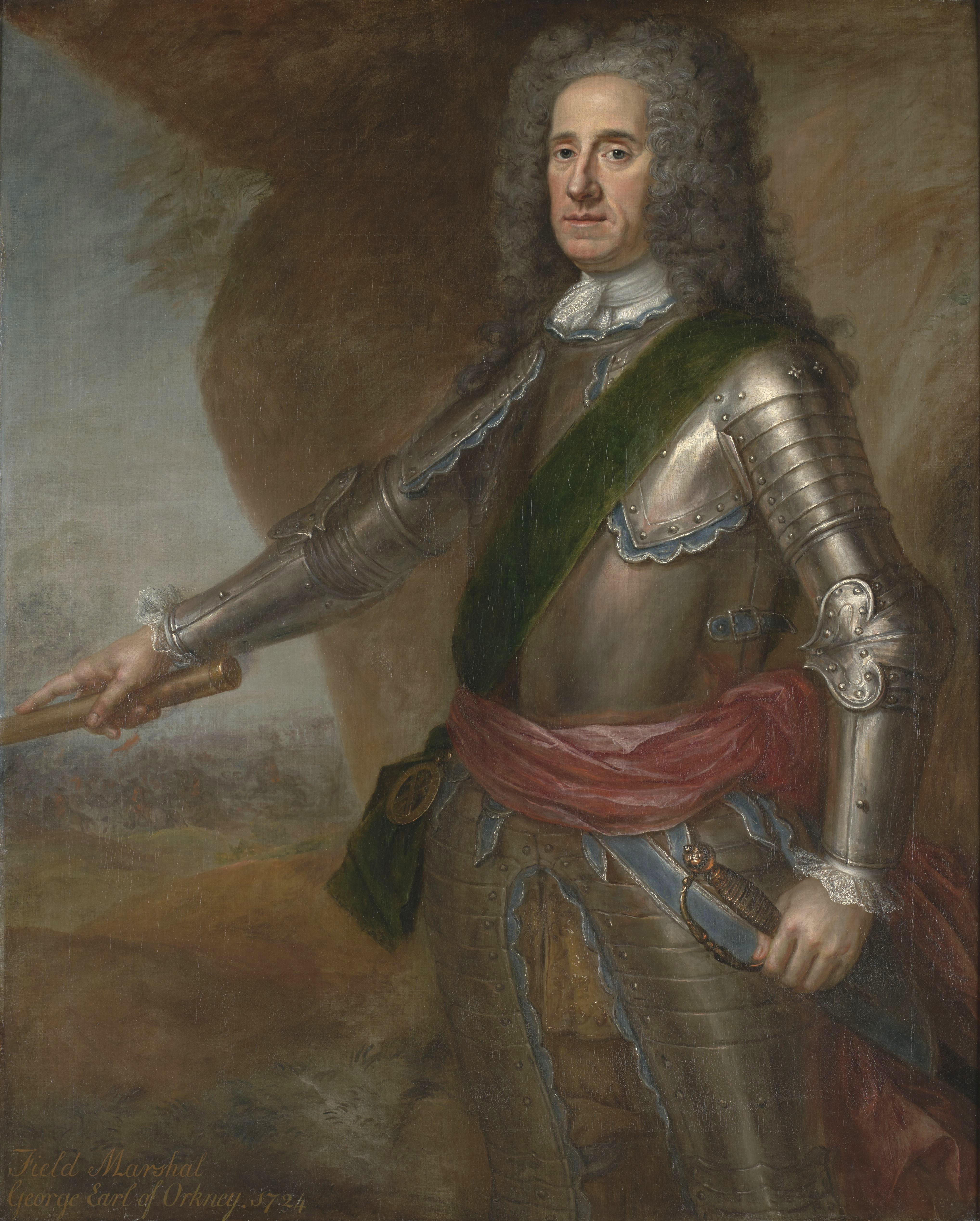
George Hamilton, 1. Earl of Orkney (1724)

George Hamilton, 1. Earl of Orkney (* 1666 in Hamilton; † 29. Januar 1737 in London), war ein schottisch-britischer Feldmarschall und Adliger.

## Leben

### Herkunft
Er wurde in Hamilton Palace bei Hamilton in Lanarkshire geboren und am 9. Februar 1666 getauft. Er war ein jüngerer Sohn von William Douglas, 1. Earl of Selkirk, aus dem Hause Douglas und dessen Gattin Anne Hamilton, 3. Duchess of Hamilton, aus dem Hause Hamilton. Seine Eltern begründeten die Familienlinie Douglas-Hamilton.

### Frühe Militärkarriere
Unter der Protektion seines Onkels George Douglas, 1. Earl of Dunbarton, erhielt er eine militärische Ausbildung und 1684 einen Dienstposten als Captain in dessen Royal Regiment of Foot. Im Pfälzischen Erbfolgekrieg (1688–1697) kämpfte er gegen die aufständischen Jakobiten in Irland und gegen die Franzosen in den Niederlanden.
Hamilton wurde im Juni 1689 zum Lieutenant-Colonel von Lloyd’s Enniskillen Regiment of Foot ernannt und nahm im Juli 1690 an der Schlacht am Boyne teil. Danach führte er sein Regiment bei der Belagerung von Athlone (Juni 1691) und in der Schlacht von Aughrim, wo er verwundet wurde. Nach der Belagerung von Limerick (Oktober 1691) wurde er im Januar 1692 zum Colonel des Royal Regiment of Fusiliers ernannt. Im August 1692 kämpfte er in der Schlacht von Steenkerke und nahm an weiteren Schlachten in Irland teil, bevor er auf den Kontinent zurückkehrte, um im Juli 1693 an der Schlacht von Landen teilzunehmen. Im Juli 1695 wurde er während Belagerung von Namur schwer verwundet und zum Brigadier-General befördert.
Für seine Verdienste wurden ihm am 3. Januar 1696 der Titel Earl of Orkney sowie die nachgeordneten Titel Viscount of Kirkwall und Lord Dechmont verliehen. Die Verleihung erfolgte mit dem besonderen Zusatz, dass die Titel in Ermangelung männlicher Nachkommen auch in weiblicher Linie vererbbar seien.

### Im Spanischen Erbfolgekrieg
Im Spanischen Erbfolgekrieg (1701–1714) kämpfte er unter Marlborough in den Niederlanden und Süddeutschland gegen die Franzosen, Spanier und Bayern. Am 9. März 1702 zum Major-General aufgestiegen, nahm er im Oktober 1702 an der Belagerung von Stevensweert teil. Am 1. Januar 1704 wurde er zum Lieutenant-General befördert und in dieser Zeit zum Knight Companion des Distelordens ernannt.
Er nahm während der Zweiten Schlacht von Hochstädt (engl. Battle of Blenheim, 13. August 1704) in der Division des Lord Cutts an der Einschließung der französischen Garnison in Blenheim teil. Im folgenden Jahr marschierten seine Truppen unter Marlborough an die Mosel und standen im Juni 1705 vor Lüttich, ein geplanter Anschluss an das deutsche Reichskontingent gelang nicht.
Hamilton führte während der Schlacht von Ramillies (23. Mai 1706) ein erfolgreiches Umfassungsmanöver durch, verfolgte die besiegten französischen Truppen und nahm im Juli 1706 an der Belagerung von Menin teil. Er führte eine Division in der Schlacht bei Oudenaarde (11. Juli 1708) und führte im November 1708 einen Vorstoß an der Schelde durch. Im folgenden Jahr nahm er an der Belagerung von Tournai (Juni 1709) teil und führte in der Schlacht von Malplaquet (September 1709) an der Spitze von 15 Infanteriebataillonen in einen Sturmangriff auf die französischen Verschanzungen durch. Im Jahr 1710 wurde er zum Befehlshaber der Fußtruppen und 1711 zum Lord Lieutenant von Lanarkshire ernannt. 1712 kehrte er auf den Kontinent zurück und diente unter dem Befehl des James Butler, 2. Duke of Ormonde. Seine Truppen waren u. a. an den Belagerungen von Douai und 1713 an jener von Bouchain beteiligt.

### Aufstieg zum Feldmarschall
1714 wurde er Lord of the Bedchamber für König Georg I. und wurde Gouverneur von Edinburgh Castle. Von 1708 bis 1737 war er als schottischer Representative Peer Mitglied des britischen House of Lords.
Am 31. Januar 1736 wurde er zusammen mit dem Duke of Argyll and Greenwich zum Field Marshal erhoben. Er war damals die erstmalige Verleihung dieses Ranges in Großbritannien.
Er starb am 29. Januar 1737 in seinem Haus in der Albemarle Street in London und wurde auf seinem Anwesen Taplow Court bei London bestattet. Seine Adelstitel fielen an seine älteste Tochter.

## Ehe und Nachkommen
Er war seit 1695 mit seiner Cousine zweiten Grades, Elizabeth Villiers, verheiratet. Mit ihr hatte er drei Töchter:
- Anne, 2. Countess of Orkney († 1756), ⚭ William O’Brien, 4. Earl of Inchiquin;
- Lady Frances († 1772), ⚭ Thomas Lumley-Saunderson, 3. Earl of Scarbrough;
- Lady Henrietta († 1732), ⚭ John Boyle, 5. Earl of Cork.